# Selaginella kalbreyeri
Selaginella kalbreyeri är en mosslummerväxtart som beskrevs av Bak.. Selaginella kalbreyeri ingår i släktet mosslumrar, och familjen mosslummerväxter. Inga underarter finns listade i Catalogue of Life.